# Dexia rustica
Dexia rustica (лат.) — вид тахин подсемейства Dexiinae.

## Описание
Мухи длиной тела от 8,4 до 12,7 мм. Среднеспинка с четырьмя продольными полосками. На катэпистернах бочков груди имеется 3-4 щетинки. Нижняя крыловая чешуйка с короткой бахромой. Грудь полностью в желтоватом налете. Тегула красновато-желтая. У самцов брюшко желтоватое с темной продольной полосой, у самок оно темно-коричневое в буровато-сером налёте. Ноги красновато-желтые. От близкого вида Dexia vacua отличается более короткими усиками, опушением груди и брюшка и отсутствием чёрной каёмки по заднему краю шестого тергита брюшка у самцов.

## Биология
Личинки паразиты жуков семейства пластинчатоусые. Известными хозяевами являются нехрущ обыкновенный, хрущик садовый, майские жуки, а также представители рода Rhizotrogus (Rhizotrogus aequinoctialis и Rhizotrogus marginipes). В течение года развивается два поколения. Имаго первого поколения летает середины мая до конца июня, а второго — с начала июля до начала октября. Самки откладывают до 600 яиц.

## Распространение
Вид широко распространён в Палеарктике от Западной Европы до Юга Дальнего Востока.